# Csamagajevce
Csamagajevce (horvátul: Čamagajevci) falu Horvátországban, Eszék-Baranya megyében. Közigazgatásilag Mariánchoz tartozik.

## Fekvése
Eszéktől légvonalban 36, közúton 42 km-re északnyugatra, községközpontjától 4 km-re északnyugatra, a Szlavóniai-síkságon, a Cernkovcéről Porecsre menő út mentén fekszik.

## Története
A török uralom idején keletkezett. Egyike volt annak a 18 szlavóniai falunak, ahova a törökök Dél-Magyarországról magyarokat telepítettek be. A török uralom idején szpáhibirtok volt, kálvinista hitre tért magyar jobbágyok lakták. Utolsó uruk egy Keri pasa nevű valpói szpáhi volt. Az 1702-es összeírás szerint a török korban a faluban 5 ház állt, lakói kizárólag kálvinisták voltak. Valószínűleg a felszabadító harcok során néptelenedett el. Az 1698-as kamarai összeírásban nem szerepel. A 18. században Boszniából katolikus sokácok vándoroltak be ide. Előbb kamarai birtok, majd a valpói uradalom része lett. 1721. december 31-én III. Károly az uradalommal együtt Hilleprand von Prandau Péter bárónak adományozta. 
Az első katonai felmérés térképén „Csamagajevcze” néven található. Lipszky János 1808-ban Budán kiadott repertóriumában „Csamagaevcze” néven szerepel. Nagy Lajos 1829-ben kiadott művében „Chamagaevcze” néven 79 házzal, 480 katolikus vallású lakossal találjuk.
A 19. században a környező földek megművelésére dunai svábokat és dél-magyarországi magyarokat telepítettek ide. 1857-ben 359, 1910-ben 422 lakosa volt. Verőce vármegye Alsómiholjáci járásához tartozott. Az 1910-es népszámlálás adatai szerint lakosságának 78%-a horvát, 9%-a magyar, 8%-a német anyanyelvű volt. Az első világháború után 1918-ban az új szerb-horvát-szlovén állam, majd később (1929-ben) Jugoszlávia része lett. 1991-ben lakosságának 98%-a horvát nemzetiségű volt. 2011-ben a falunak 214 lakosa volt.

## Lakossága
| Lakosság változása | Lakosság változása | Lakosság változása | Lakosság változása | Lakosság változása | Lakosság változása | Lakosság változása | Lakosság változása | Lakosság változása | Lakosság változása | Lakosság változása | Lakosság változása | Lakosság változása | Lakosság változása | Lakosság változása | Lakosság változása |
| ------------------ | ------------------ | ------------------ | ------------------ | ------------------ | ------------------ | ------------------ | ------------------ | ------------------ | ------------------ | ------------------ | ------------------ | ------------------ | ------------------ | ------------------ | ------------------ |
| 1857               | 1869               | 1880               | 1890               | 1900               | 1910               | 1921               | 1931               | 1948               | 1953               | 1961               | 1971               | 1981               | 1991               | 2001               | 2011               |
| 359                | 381                | 330                | 358                | 368                | 422                | 429                | 435                | 479                | 499                | 534                | 437                | 362                | 310                | 266                | 214                |

## Nevezetességei
Szent András apostol tiszteletére szentelt római katolikus temploma a radikovci Szent Anna plébánia filiája.

## Oktatás
A településen a magadenovaci Matija Gubec általános iskola területi iskolája működik.

## Egyesületek
- A DVD Čamagajevci önkéntes tűzoltó egyesületet 1932-ben alapították.
- UM „Drveno selo” Čamagajevci ifjúsági egyesület.